# Olympische Geschichte Kenias
| Gelbes Symbol für Goldmedaillen mit stilisierten Olympischen Ringen | Graues Symbol für Silbermedaillen mit stilisierten Olympischen Ringen | Braundes Symbol für Bronzemedaillen mit stilisierten Olympischen Ringen |
| ------------------------------------------------------------------- | --------------------------------------------------------------------- | ----------------------------------------------------------------------- |
| 39                                                                  | 44                                                                    | 38                                                                      |

Kenia, dessen NOK, das National Olympic Committee Kenya, 1955 gegründet wurde, nahm erstmals 1956 an Olympischen Sommerspielen teil. Mit Ausnahme der boykottierten Spiele von 1976 und 1980 schickte das NOK Sportler und Sportlerinnen zu jeden folgenden Sommerspielen. Philip Boit nahm zudem 1998, 2002 und 2006 als jeweils einziger kenianischer Starter an Winterspielen teil.
Mit 93 Medaillengewinnen sind die Leichtathleten die erfolgreichsten Olympiateilnehmer des Landes. Insbesondere stechen die 3000-Meter-Hindernisläufer hervor, die seit 1984 ausschließlich die Olympiasieger stellen. Kenianische Boxer steuerten sieben Medaillen zum Medaillenspiegel bei. Wintersportler gingen bislang leer aus.

## Übersicht

### 1956 bis 1968

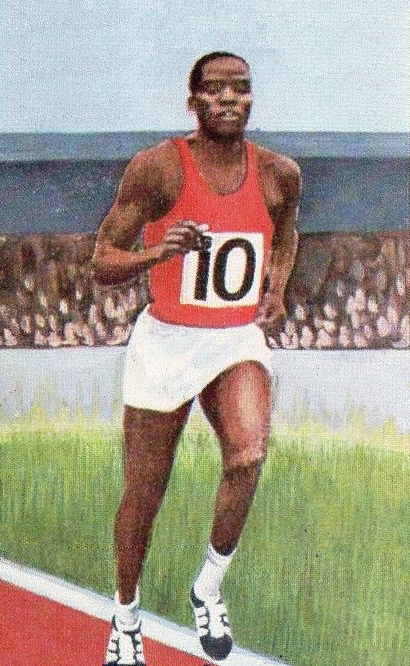
Kenias erster Medaillengewinner: Wilson Kiprugut

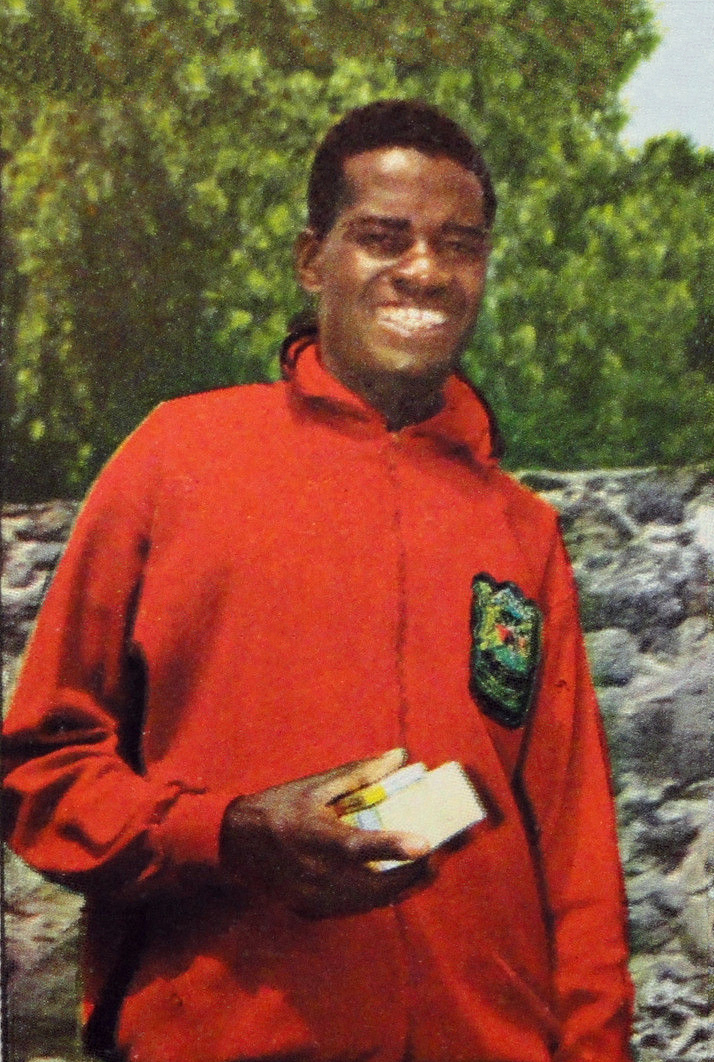
Kenias erster Olympiasieger: Naftali Temu

Die erste olympische Mannschaft Kenias bei den Spielen von Melbourne 1956 umfasste 25 Athleten, darunter die Hockey-Nationalmannschaft der Herren. Weitere Aktive gab es in der Leichtathletik, im Schießsport und im Schwimmen. Die ersten Olympioniken für Kenia waren am 23. November 1956 neben den eingesetzten Hockeyspielern der Hochspringer Joseph Leresae und der 800-Meter-Läufer Kiptalam Keter. Sechs Tage später ging mit der Schwimmerin Margaret Northrop die erste Kenianerin an den Start. In der Leichtathletik qualifizierten sich zwei Athleten für ein Finale. Leresae wurde im Hochsprung-Wettbewerb 18., über 5000 Meter kam Nyandika Maiyoro als Siebter ins Ziel.
1960 in Rom nahmen erstmals kenianische Segler teil. Maiyoro schaffte wie schon vier Jahre zuvor den Einzug ins 5000-Meter-Finale. Diesmal erreichte er Platz 6.
In Tokio 1964 gingen erstmals kenianische Boxer an den Start. Zum dritten Mal in Folge konnte sich ein Kenianer für das Finale über 5000 m qualifizieren. Diesmal war es Kipchoge Keino, der auf Rang 5 lief. Wilson Kiprugut war der erste Medaillengewinner Kenias. Im Finale über 800 m gewann er die Bronzemedaille.
1968 in Mexiko-Stadt gab es den ersten Olympiasieg zu feiern. Naftali Temu gewann am 13. Oktober 1968 das 10.000-Meter-Rennen, außerdem gewann er Bronze über 5000 Meter. Zwei weitere Olympiasiege gab es in der Leichtathletik. Kipchoge Keino siegte über 1500 Meter, hinzu kam Silber über 5000 Meter. Amos Biwott gewann Gold im 3000-Meter-Hindernislauf vor seinem Mannschaftskameraden Benjamin Kogo. Silber gewann die 400-Meter-Staffel sowie Wilson Kiprugut über 800 Meter. Weitere Finalplatzierungen waren Platz 7 über 800 Meter durch Thomas Saisi und Platz 10 über 1500 Meter durch Ben Jipcho. Im Boxen erkämpfte sich Philip Waruinge Bronze im Federgewicht, während Bantamgewichtler Samuel Mbugua im Viertelfinale am späteren Sieger Walerian Sokolow aus der Sowjetunion scheiterte.

### 1972 bis 1988
1972 in München wurde für die kenianische Mannschaft ebenfalls erfolgreich. Kipchoge Keino gewann neben Silber über 1500 Meter Gold im 3000-Meter-Hindernislauf vor seinem Mannschaftskameraden Ben Jipcho. Keino ist damit bis heute (2017) der erfolgreichste Olympionike Kenias. Titelverteidiger Amos Biwott wurde Sechster. Auch die 400-Meter-Staffel siegte, Staffelmitglied Julius Sang holte zudem Bronze über 400 Meter, Charles Asati wurde Vierter. Mike Boit lief zu Bronze über 800 Meter. Robert Ouko, ebenfalls Läufer der siegreichen Staffel, wurde Fünfter über 800 Meter, während Paul Mose über 10.000 Meter auf Rang 13 ins Ziel kam. Auch die Boxstaffel war erfolgreich. Philip Waruinge holte Silber im Federgewicht, Samuel Mbugua Bronze, diesmal im Leichtgewicht. Ebenfalls Bronze erkämpfte Richard Murunga im Weltergewicht.
Den folgenden beiden Olympischen Spielen, 1976 in Montreal und 1980 in Moskau, blieb Kenia fern. Man folgte damit den Boykottaufrufen der afrikanischen Länder (1976) und der USA (1980).
1984 in Los Angeles kam erstmals ein kenianischer Gewichtheber zum Einsatz. Medaillen gab es in der Leichtathletik und im Boxen. Julius Korir gewann das Rennen über 3000 Meter Hindernis, hier wurde Julius Kariuki Siebter. Michael Musyoki lief über 10.000 Meter zur Bronzemedaille, Sostenes Bitok wurde Sechster, Joseph Nzau Vierzehnter. Drei Finalisten gab es auch über 5000 Meter. Paul Kipkoech belegte Rang 5, Charles Cheruiyot Rang 6 und Wilson Waigwa Rang 10. Im 1500-Meter-Rennen kam Joseph Chesire auf Platz 4, ebenso wie Billy Konchellah über 800 Meter. Hier schaffte Edwin Koech Platz 6. Auch bei den Frauen gab es eine Finalistin. Ruth Waithera wurde über 400 Meter Achte. Der Boxer Ibrahim Bilali gewann Bronze im Fliegengewicht.
In Seoul 1988 war die kenianische Auswahl bislang am erfolgreichsten. Olympiasiege durch Paul Ereng über 800 Meter, Peter Rono über 1500 Meter, Julius Kariuki über 3000 Meter Hindernis und John Ngugi über 5000 Meter spiegelten die kenianische Dominanz im Mittelstreckenbereich wider. Peter Koech gewann zudem Silber über 3000 Meter Hindernis, hier wurde Patrick Sang Siebter. Ebenfalls Silber gab es im Marathon durch Douglas Wakiihuri. Kipkemboi Kimeli gewann Bronze über 10.000 Meter, hier wurde Moses Tanui Achter. Weitere Finalisten waren Nixon Kiprotich auf Platz 8 über 800 Meter, Kipkoech Cheruiyot auf Rang 7 und Joseph Chesire auf Platz 11 über 1500 Meter, Yobes Ondieki auf Platz 12 über 5000 Meter und die 400-Meter-Staffel auf Platz 8. Der Weltergewichtsboxer Robert Wangila steuerte den fünften Olympiasieg bei, Christopher Sande gewann Bronze im Mittelgewicht. Erstmals dabei waren Judoka und Ringer aus Kenia.

### 1992 bis 2000
1992 in Barcelona wurden alle Medaillen von Leichtathleten gewonnen. Einen totalen Triumph konnte Kenia über 3000 Meter Hindernis feiern. Sieger wurde Matthew Birir vor Patrick Sang und William Mutwol. Zwei Medaillen wurden über 800 Meter gewonnen. William Tanui siegte vor Nixon Kiprotich. Silbermedaillen gab es über 5000 Meter durch Paul Bitok und 10.000 Meter durch Richard Chelimo. Eine weitere Bronzemedaille gewann Samson Kitur im 400-Meter-Lauf.
Auch 1996 in Atlanta konnten nur Leichtathleten Medaillen gewinnen. Joseph Keter sorgte dabei für den vierten kenianischen Sieg in Folge über 3000 Meter Hindernis. Moses Kiptanui gewann hier zudem Silber. Paul Bitok gewann über 5000 Meter seine zweite Silbermedaille in Folge, Paul Tergat gewann Silber über 10.000 Meter. Bronze gab es durch Frederick Onyancha über 800 Meter, Stephen Kipkorir über 1500 Meter und Erick Wainaina im Marathonlauf. Pauline Konga war die erste kenianische Frau, die eine Medaille gewinnen konnte. Über 5000 Meter gewann sie Silber. Erstmals nahmen kenianische Bogenschützen am Olympiaturnier teil.

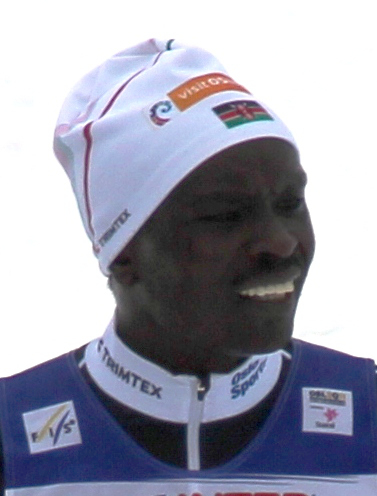
Kenias erster Winterolympionike: Philip Boit (Aufnahme von 2011)

Der Langläufer Philip Boit war der erste kenianische Wintersportler bei Olympischen Spielen. Im Rennen über 10 km in Nagano 1998 kam er auf Platz 92 als Letzter ins Ziel. Dort wurde er vom Sieger, dem Norweger Bjørn Dæhlie, per Handschlag begrüßt und zum Weitermachen ermuntert.
Neben der Frauennationalmannschaft im Volleyball nahm 2000 in Sydney erstmals ein Radsportler aus Kenia teil. Wie schon 1992 und 1996 kamen alle Medaillengewinner aus der Leichtathletik. Den fünften Sieg in Folge im 3000-Meter-Hindernislauf schaffte Reuben Kosgei vor Wilson Boit Kipketer. Noah Ngeny siegte über 1500 Meter, Bronze ging an Bernard Lagat. Paul Tergat gewann seine zweite Silbermedaille in Folge über 10.000 Meter. Erick Wainaina gewann ebenfalls Silber im Marathonlauf. Beim Marathonlauf der Frauen gewann Joyce Chepchumba Bronze.

### 2002 bis heute
2002 in Salt Lake City trat Philip Boit als einziger Kenianer wieder an. Sieben Medaillen gewannen die Leichtathleten 2004 in Athen. Ezekiel Kemboi triumphierte über 3000 Meter Hindernis vor Brimin Kipruto und Paul Kipsiele Koech. Silber gewannen Bernard Lagat über 1500 Meter, Isabella Ochichi über 5000 Meter und Catherine Ndereba im Marathonlauf. Hinzu kam eine Bronzemedaille durch Eliud Kipchoge über 5000 Meter.

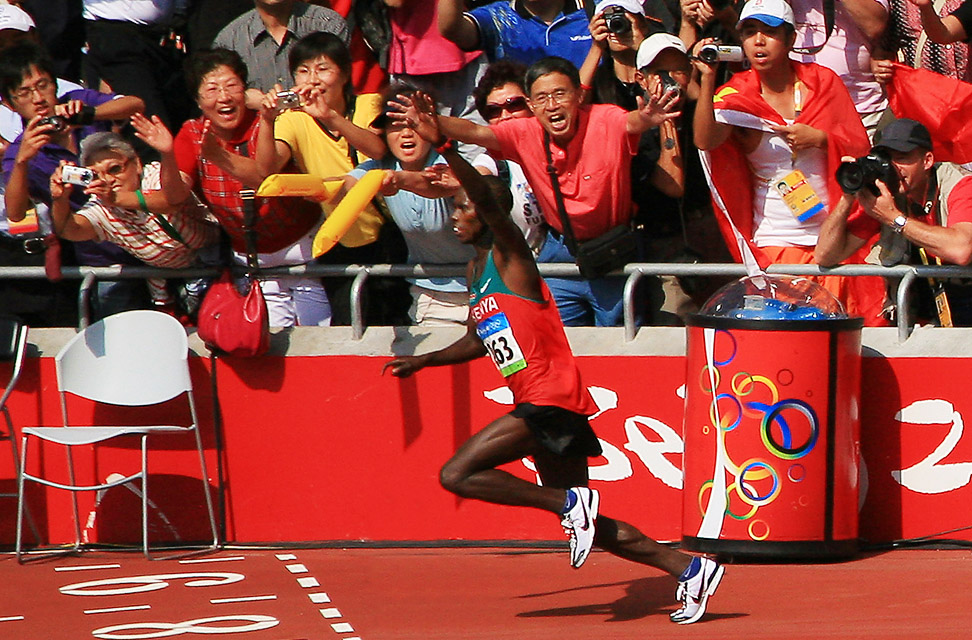
Samuel Wanjiru gewinnt den Marathon von Peking 2008

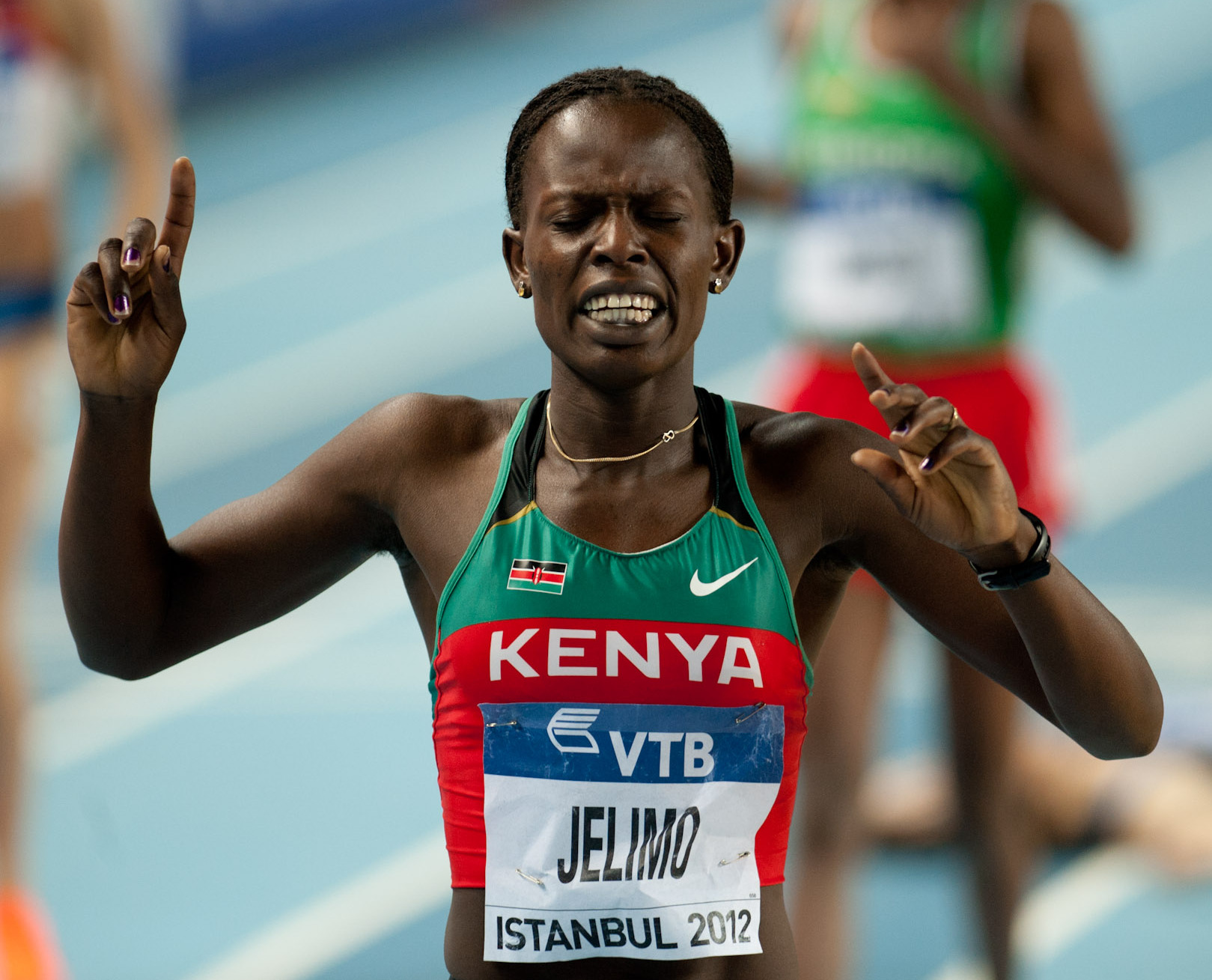
Die erste kenianische Olympiasiegerin: Pamela Jelimo (Aufnahme von 2012)

Philip Boit absolvierte 2006 in Turin seine dritte Teilnahme an Olympischen Spielen, während die Leichtathleten 2008 in Peking für das bis dahin erfolgreichste Abschneiden einer kenianischen Mannschaft sorgten. Brimin Kipruto sorgte für den siebten Sieg in Folge über 3000 Meter Hindernis, Bronze ging hier an Richard Mateelong. Fünf weitere Olympiasiege standen zu Buche. Wilfred Bungei siegte über 800 Meter, Bronze ging an Alfred Yego. Asbel Kiprop siegte im 1500-Meter-Lauf, Samuel Wanjiru im Marathonlauf. Den ersten Olympiasieg bei den Frauen schaffte Pamela Jelimo über 800 Meter. Hier gewann Janeth Businei die Silbermedaille. Einen weiteren Olympiasieg konnte Nancy Langat über 1500 Meter feiern. Silber gewannen Eliud Kipchoge über 5000 Meter, Eunice Kertich im über 3000 Meter Hindernis und Catherine Ndereba im Marathonlauf. Hinzu kamen Bronzemedaillen durch Edwin Soi über 5000 Meter und Micah Kogo über 10.000 Meter. Erstmals bei Olympischen Spielen dabei waren ein kenianischer Ruderer und zwei Taekwondoin.
Die Leichtathleten sorgten auch 2012 in London für die Medaillenerfolge. Den achten kenianischen Sieg in Folge über 3000 Meter Hindernis schaffte der Sieger von 2004, Ezekiel Kemboi. Abel Mutai gewann in diesem Rennen Bronze. Einen weiteren Olympiasieg feierte David Rudisha über 800 Meter, Timothy Kitum gewann Bronze. Im Marathonlauf gab es Silber durch Abel Kirui und Bronze durch Wilson Kipsang. Ebenfalls Silber gewann Vivian Cheruiyot über 5000 Meter. Über 10.000 Meter gewann sie zudem Bronze. Silber ging auch an Priscah Jeptoo im Marathonlauf und Sally Kipyego über 10.000 Meter. Eine Bronzemedaille gewann zudem Thomas Longosiwa im 5000-Meter-Lauf.
Noch erfolgreicher als 2008 gestalteten sich die Spiele von Rio de Janeiro 2016 für die kenianischen Leichtathleten. Conseslus Kipruto schaffte den neunten kenianischen Sieg in Folge über 3000 Meter Hindernis. Beide Marathonläufe wurden gewonnen. Sieger bei den Männern war Eliud Kipchoge, bei den Frauen siegte Jemima Sumgong. David Rudisha konnte seinen Olympiasieg von London über 800 Meter wiederholen. Bei den Frauen siegten zudem Faith Kipyegon über 1500 Meter und Vivian Cheruiyot über 5000 Meter, hier gewann Hellen Obiri Silber. Cheruiyot gewann zudem Silber im 10.000-Meter-Lauf. Bei der Disziplin bei den Männern gewann Paul Tanui ebenfalls Silber. Weitere Silbermedaillen gewannen der Speerwerfer Julius Yego, der 400-Meter-Hürdenläufer Boniface Tumuti und Hyvin Kiyeng im 3000-Meter-Hindernisrennen der Frauen. Eine Bronzemedaille durch Margaret Wambui über 800 Meter kam hinzu. In Rio de Janeiro ging bei der Olympiapremiere von Siebener-Rugby auch eine kenianische Männermannschaft an den Start.
Die Skirennfahrerin Sabrina Simader wurde 2018 in Pyeongchang die erste kenianische Frau, die an Winterspielen teilnahm.
Bei den Olympischen Spielen 2020 in Tokio gewannen kenianische Athleten insgesamt 10 Medaillen. Davon waren 4 Goldmedaillen, 4 Silbermedaillen, sowie zwei Bronzemedaillen. Alle Medaillen wurden in der Leichtathletik gewonnen. Im Marathon gewannen Eliud Kipchoge bei den Männern und Peres Jepchirchir bei den Frauen die Goldmedaille. Emmanuel Korir errang über die 800 Meter, und Faith Kipyegon über die 1500 Meter ebenfalls Gold. Silber gewannen Hellen Obiri (500 Meter), Ferguson Rotich (800 Meter), Brigid Kosgei (Marathon) und Timothy Cheruiyot (1500 Meter).
Benjamin Kigen und Hyvin Kiyeng Jepkemoi errangen jeweils im 3000 Meter Hindernislauf die Bronzemedaille.
Bei den Olympischen Spielen 2024 in Paris konnte die kenianischen Mannschaft 4 Gold-, 2 Silber- und 5 Bronzemedaillen gewinnen. Alle Medaillengewinner kamen aus der Leichtathletik. Mit Alexandra Ndolo nahm erstmals eine Fechterin für Kenia Olympischen Spielen teil.

## Kenianische Athleten im Ausland
Mehrere kenianische Sportler haben ihr Heimatland verlassen und sind für andere Nationen bei Olympischen Spielen gestartet. Bekannte Beispiele sind u. a. Wilson Kipketer, der nach Dänemark auswanderte und seit 1990 für dieses Land startete. So gewann er in Sydney Silber und in Athen Bronze über 800 Meter für Dänemark. Bernard Lagat gewann für Kenia 2000 Bronze und 2004 Silber im 1500-Meter-Lauf. Seit 2005 startet er für die USA.
Bei den Spielen 2016 in Rio de Janeiro nahmen rund 20 in Kenia geborene Athleten teil, die für andere Nationen starteten, so z. B. Rose Chelimo und Eunice Kirwa (Marathon), Ruth Jebet (3000 m Hindernis), Albert Rop (5000 m), Abraham Cheroben (10.000 m) und John Koech (3000 m Hindernis), die alle für Bahrain an den Start gingen.

## IOC-Mitglieder
Seit 2013 ist Paul Tergat, dreifacher Olympiateilnehmer und zweifacher Medaillengewinner, IOC-Mitglied. Kipchoge Keino, ebenfalls dreifacher Olympionike und zweifacher Olympiasieger, wurde schon 2000 IOC-Mitglied und ist seit 2010 Ehrenmitglied.

## Übersicht der Teilnehmer

### Sommerspiele
| Jahr      | Athleten           | Athleten           | Athleten           | Sportarten         | Sportarten         | Sportarten         | Sportarten         | Sportarten         | Sportarten         | Sportarten         | Sportarten         | Sportarten         | Sportarten         | Sportarten         | Sportarten         | Sportarten         | Sportarten         | Sportarten         | Sportarten         | Medaillen          | Medaillen          | Medaillen          | Medaillen          | Medaillen          |
| Jahr      | Gesamt             |                    |                    |                    |                    |                    |                    |                    |                    |                    |                    |                    |                    |                    |                    |                    |                    |                    |                    |                    |                    |                    | Medaillen – Gesamt | Rang               |
| --------- | ------------------ | ------------------ | ------------------ | ------------------ | ------------------ | ------------------ | ------------------ | ------------------ | ------------------ | ------------------ | ------------------ | ------------------ | ------------------ | ------------------ | ------------------ | ------------------ | ------------------ | ------------------ | ------------------ | ------------------ | ------------------ | ------------------ | ------------------ | ------------------ |
| 1896–1952 | nicht teilgenommen | nicht teilgenommen | nicht teilgenommen | nicht teilgenommen | nicht teilgenommen | nicht teilgenommen | nicht teilgenommen | nicht teilgenommen | nicht teilgenommen | nicht teilgenommen | nicht teilgenommen | nicht teilgenommen | nicht teilgenommen | nicht teilgenommen | nicht teilgenommen | nicht teilgenommen | nicht teilgenommen | nicht teilgenommen | nicht teilgenommen | nicht teilgenommen | nicht teilgenommen | nicht teilgenommen | nicht teilgenommen | nicht teilgenommen |
| 1956      | 25                 | 24                 | 1                  |                    |                    |                    |                    | 14                 |                    | 9                  |                    |                    |                    |                    | 2                  | 1                  |                    |                    |                    |                    |                    |                    |                    |                    |
| 1960      | 27                 | 27                 | 0                  |                    |                    |                    |                    | 16                 |                    | 5                  |                    |                    |                    |                    | 3                  |                    | 3                  |                    |                    |                    |                    |                    |                    |                    |
| 1964      | 37                 | 37                 | 0                  |                    | 4                  |                    |                    | 15                 |                    | 11                 |                    |                    |                    |                    | 4                  |                    | 1                  |                    |                    |                    |                    | 1                  | 1                  | 35                 |
| 1968      | 39                 | 36                 | 3                  |                    | 3                  |                    |                    | 14                 |                    | 18                 |                    |                    |                    |                    | 3                  |                    |                    |                    |                    | 3                  | 4                  | 2                  | 9                  | 14                 |
| 1972      | 57                 | 55                 | 2                  |                    | 8                  |                    |                    | 18                 |                    | 22                 |                    |                    |                    |                    | 9                  |                    |                    |                    |                    | 2                  | 3                  | 4                  | 9                  | 9                  |
| 1976–1980 | nicht teilgenommen | nicht teilgenommen | nicht teilgenommen | nicht teilgenommen | nicht teilgenommen | nicht teilgenommen | nicht teilgenommen | nicht teilgenommen | nicht teilgenommen | nicht teilgenommen | nicht teilgenommen | nicht teilgenommen | nicht teilgenommen | nicht teilgenommen | nicht teilgenommen | nicht teilgenommen | nicht teilgenommen | nicht teilgenommen | nicht teilgenommen | nicht teilgenommen | nicht teilgenommen | nicht teilgenommen | nicht teilgenommen | nicht teilgenommen |
| 1984      | 61                 | 56                 | 5                  |                    | 10                 |                    | 1                  | 16                 |                    | 32                 |                    |                    |                    |                    | 2                  |                    |                    |                    |                    | 1                  |                    | 2                  | 3                  | 23                 |
| 1988      | 74                 | 70                 | 4                  |                    | 12                 |                    | 4                  | 16                 | 4                  | 33                 |                    |                    |                    | 4                  |                    | 1                  |                    |                    |                    | 5                  | 2                  | 2                  | 9                  | 13                 |
| 1992      | 49                 | 40                 | 9                  |                    | 5                  |                    | 1                  |                    | 3                  | 38                 |                    |                    |                    |                    | 2                  |                    |                    |                    |                    | 2                  | 4                  | 2                  | 8                  | 21                 |
| 1996      | 52                 | 42                 | 10                 | 2                  | 5                  |                    | 1                  |                    |                    | 43                 |                    |                    |                    |                    | 1                  |                    |                    |                    |                    | 1                  | 4                  | 3                  | 8                  | 38                 |
| 2000      | 56                 | 34                 | 22                 | 1                  | 4                  |                    |                    |                    |                    | 36                 | 1                  |                    |                    |                    |                    | 2                  |                    |                    | 12                 | 2                  | 3                  | 2                  | 7                  | 29                 |
| 2004      | 46                 | 22                 | 24                 |                    |                    |                    |                    |                    |                    | 31                 |                    | 1                  |                    |                    |                    | 2                  |                    |                    | 12                 | 1                  | 4                  | 2                  | 7                  | 41                 |
| 2008      | 46                 | 28                 | 18                 |                    | 4                  |                    |                    |                    |                    | 37                 |                    | 1                  |                    |                    |                    | 2                  |                    | 2                  |                    | 6                  | 4                  | 4                  | 14                 | 13                 |
| 2012      | 47                 | 27                 | 20                 |                    | 2                  |                    | 1                  |                    |                    | 45                 |                    |                    |                    |                    |                    | 2                  |                    |                    |                    | 2                  | 4                  | 6                  | 12                 | 28                 |
| 2016      | 80                 | 48                 | 32                 | 1                  | 1                  |                    | 1                  |                    | 1                  | 48                 |                    |                    | 24                 |                    |                    | 2                  |                    |                    |                    | 6                  | 6                  | 1                  | 13                 | 15                 |
| 2020      | 87                 | 38                 | 49                 |                    | 4                  |                    |                    |                    |                    | 40                 |                    |                    | 26                 |                    |                    | 1                  |                    | 1                  | 12                 | 4                  | 4                  | 2                  | 10                 | 19                 |
| 2024      | 74                 | 40                 | 34                 |                    |                    | 1                  |                    |                    | 1                  | 44                 |                    |                    | 13                 |                    |                    | 2                  |                    |                    | 13                 | 4                  | 2                  | 5                  | 11                 | 17                 |
| Gesamt    | Gesamt             | Gesamt             | Gesamt             | Gesamt             | Gesamt             | Gesamt             | Gesamt             | Gesamt             | Gesamt             | Gesamt             | Gesamt             | Gesamt             | Gesamt             | Gesamt             | Gesamt             | Gesamt             | Gesamt             | Gesamt             | Gesamt             | 39                 | 44                 | 38                 | 121                |                    |

### Winterspiele
| Jahr      | Athleten           | Athleten           | Athleten           | Sportarten         | Sportarten         | Medaillen          | Medaillen          | Medaillen          | Medaillen          | Medaillen          |
| Jahr      | Gesamt             |                    |                    | Skilanglauf        | Ski Alpin          |                    |                    |                    | Medaillen – Gesamt | Rang               |
| --------- | ------------------ | ------------------ | ------------------ | ------------------ | ------------------ | ------------------ | ------------------ | ------------------ | ------------------ | ------------------ |
| 1924–1994 | nicht teilgenommen | nicht teilgenommen | nicht teilgenommen | nicht teilgenommen | nicht teilgenommen | nicht teilgenommen | nicht teilgenommen | nicht teilgenommen | nicht teilgenommen | nicht teilgenommen |
| 1998      | 1                  | 1                  | 0                  | 1                  |                    |                    |                    |                    |                    |                    |
| 2002      | 1                  | 1                  | 0                  | 1                  |                    |                    |                    |                    |                    |                    |
| 2006      | 1                  | 1                  | 0                  | 1                  |                    |                    |                    |                    |                    |                    |
| 2010–2014 | nicht teilgenommen | nicht teilgenommen | nicht teilgenommen | nicht teilgenommen | nicht teilgenommen | nicht teilgenommen | nicht teilgenommen | nicht teilgenommen | nicht teilgenommen | nicht teilgenommen |
| 2018      | 1                  | 0                  | 1                  |                    | 1                  |                    |                    |                    |                    |                    |
| 2022      | nicht teilgenommen | nicht teilgenommen | nicht teilgenommen | nicht teilgenommen | nicht teilgenommen | nicht teilgenommen | nicht teilgenommen | nicht teilgenommen | nicht teilgenommen | nicht teilgenommen |
| Gesamt    | Gesamt             | Gesamt             | Gesamt             | Gesamt             | Gesamt             | 0                  | 0                  | 0                  | 0                  | -                  |

## Liste der Medaillengewinner

### Goldmedaillen
| Name                                                 | Spiele              | Sportart       | Disziplin            |
| ---------------------------------------------------- | ------------------- | -------------- | -------------------- |
| Naftali Temu                                         | 1968 Mexiko-Stadt   | Leichtathletik | 10.000 Meter         |
| Amos Biwott                                          | 1968 Mexiko-Stadt   | Leichtathletik | 3000 Meter Hindernis |
| Kipchoge Keino                                       | 1968 Mexiko-Stadt   | Leichtathletik | 1500 Meter           |
| Kipchoge Keino                                       | 1972 München        | Leichtathletik | 3000 Meter Hindernis |
| Charles Asati Munyoro Nyamau Robert Ouko Julius Sang | 1972 München        | Leichtathletik | 400-Meter-Staffel    |
| Julius Korir                                         | 1984 Los Angeles    | Leichtathletik | 3000 Meter Hindernis |
| Paul Ereng                                           | 1988 Seoul          | Leichtathletik | 800 Meter            |
| Peter Rono                                           | 1988 Seoul          | Leichtathletik | 1500 Meter           |
| Julius Kariuki                                       | 1988 Seoul          | Leichtathletik | 3000 Meter Hindernis |
| John Ngugi                                           | 1988 Seoul          | Leichtathletik | 5000 Meter           |
| Robert Wangila                                       | 1988 Seoul          | Boxen          | Weltergewicht        |
| William Tanui                                        | 1992 Barcelona      | Leichtathletik | 800 Meter            |
| Matthew Birir                                        | 1992 Barcelona      | Leichtathletik | 3000 Meter Hindernis |
| Joseph Keter                                         | 1996 Atlanta        | Leichtathletik | 3000 Meter Hindernis |
| Noah Ngeny                                           | 2000 Sydney         | Leichtathletik | 1500 Meter           |
| Reuben Kosgei                                        | 2000 Sydney         | Leichtathletik | 3000 Meter Hindernis |
| Ezekiel Kemboi                                       | 2004 Athen          | Leichtathletik | 3000 Meter Hindernis |
| Wilfred Bungei                                       | 2008 Peking         | Leichtathletik | 800 Meter            |
| Asbel Kiprop                                         | 2008 Peking         | Leichtathletik | 1500 Meter           |
| Brimin Kipruto                                       | 2008 Peking         | Leichtathletik | 3000 Meter Hindernis |
| Pamela Jelimo                                        | 2008 Peking         | Leichtathletik | 800 Meter            |
| Nancy Langat                                         | 2008 Peking         | Leichtathletik | 1500 Meter           |
| David Rudisha                                        | 2012 London         | Leichtathletik | 800 Meter            |
| Ezekiel Kemboi                                       | 2012 London         | Leichtathletik | 3000 Meter Hindernis |
| David Rudisha                                        | 2016 Rio de Janeiro | Leichtathletik | 800 Meter            |
| Conseslus Kipruto                                    | 2016 Rio de Janeiro | Leichtathletik | 3000 Meter Hindernis |
| Eliud Kipchoge                                       | 2016 Rio de Janeiro | Leichtathletik | Marathon             |
| Faith Kipyegon                                       | 2016 Rio de Janeiro | Leichtathletik | 1500 Meter           |
| Vivian Cheruiyot                                     | 2016 Rio de Janeiro | Leichtathletik | 5000 Meter           |
| Jemima Sumgong                                       | 2016 Rio de Janeiro | Leichtathletik | Marathon             |
| Emmanuel Korir                                       | 2020 Tokio          | Leichtathletik | 800 Meter            |
| Faith Kipyegon                                       | 2020 Tokio          | Leichtathletik | 1500 Meter           |
| Peres Jepchirchir                                    | 2020 Tokio          | Leichtathletik | Marathon             |
| Eliud Kipchoge                                       | 2020 Tokio          | Leichtathletik | Marathon             |
| Faith Kipyegon                                       | 2024 Paris          | Leichtathletik | 1500 m Frauen        |
| Beatrice Chebet                                      | 2024 Paris          | Leichtathletik | 5000 m Frauen        |
| Beatrice Chebet                                      | 2024 Paris          | Leichtathletik | 10.000 m Frauen      |
| Emmanuel Wanyonyi                                    | 2024 Paris          | Leichtathletik | 800 m Männer         |

### Silbermedaillen
| Name                                                    | Spiele              | Sportart       | Disziplin            |
| ------------------------------------------------------- | ------------------- | -------------- | -------------------- |
| Kipchoge Keino                                          | 1968 Mexiko-Stadt   | Leichtathletik | 800 Meter            |
| Benjamin Kogo                                           | 1968 Mexiko-Stadt   | Leichtathletik | 3000 Meter Hindernis |
| Wilson Kiprugut                                         | 1968 Mexiko-Stadt   | Leichtathletik | 5000 Meter           |
| Charles Asati Naftali Bon Munyoro Nyamau Daniel Rudisha | 1968 Mexiko-Stadt   | Leichtathletik | 400-Meter-Staffel    |
| Kipchoge Keino                                          | 1972 München        | Leichtathletik | 1500 Meter           |
| Ben Jipcho                                              | 1972 München        | Leichtathletik | 3000 Meter Hindernis |
| Philip Waruinge                                         | 1972 München        | Boxen          | Federgewicht         |
| Kipchoge Keino                                          | 1988 Seoul          | Leichtathletik | 3000 Meter Hindernis |
| Douglas Wakiihuri                                       | 1988 Seoul          | Leichtathletik | Marathon             |
| Nixon Kiprotich                                         | 1992 Barcelona      | Leichtathletik | 800 Meter            |
| Patrick Sang                                            | 1992 Barcelona      | Leichtathletik | 3000 Meter Hindernis |
| Paul Bitok                                              | 1992 Barcelona      | Leichtathletik | 5000 Meter           |
| Richard Chelimo                                         | 1992 Barcelona      | Leichtathletik | 10.000 Meter         |
| Moses Kiptanui                                          | 1996 Atlanta        | Leichtathletik | 3000 Meter Hindernis |
| Paul Bitok                                              | 1996 Atlanta        | Leichtathletik | 5000 Meter           |
| Paul Tergat                                             | 1996 Atlanta        | Leichtathletik | 10.000 Meter         |
| Pauline Konga                                           | 1996 Atlanta        | Leichtathletik | 5000 Meter           |
| Wilson Boit Kipketer                                    | 2000 Sydney         | Leichtathletik | 3000 Meter Hindernis |
| Paul Tergat                                             | 2000 Sydney         | Leichtathletik | 10.000 Meter         |
| Erick Wainaina                                          | 2000 Sydney         | Leichtathletik | Marathon             |
| Bernard Lagat                                           | 2004 Athen          | Leichtathletik | 1500 Meter           |
| Brimin Kipruto                                          | 2004 Athen          | Leichtathletik | 3000 Meter Hindernis |
| Isabella Ochichi                                        | 2004 Athen          | Leichtathletik | 5000 Meter           |
| Catherine Ndereba                                       | 2004 Athen          | Leichtathletik | Marathon             |
| Eliud Kipchoge                                          | 2008 Peking         | Leichtathletik | 5000 Meter           |
| Janeth Busienei                                         | 2008 Peking         | Leichtathletik | 800 Meter            |
| Eunice Jepkorir                                         | 2008 Peking         | Leichtathletik | 3000 Meter Hindernis |
| Catherine Ndereba                                       | 2008 Peking         | Leichtathletik | Marathon             |
| Abel Kirui                                              | 2012 London         | Leichtathletik | Marathon             |
| Vivian Cheruiyot                                        | 2012 London         | Leichtathletik | 5000 Meter           |
| Sally Kipyego                                           | 2012 London         | Leichtathletik | 10.000 Meter         |
| Priscah Jeptoo                                          | 2012 London         | Leichtathletik | Marathon             |
| Boniface Tumuti                                         | 2016 Rio de Janeiro | Leichtathletik | 400 Meter Hürden     |
| Paul Tanui                                              | 2016 Rio de Janeiro | Leichtathletik | 10.000 Meter         |
| Julius Yego                                             | 2016 Rio de Janeiro | Leichtathletik | Speerwurf            |
| Hyvin Kiyeng                                            | 2016 Rio de Janeiro | Leichtathletik | 3000 Meter Hindernis |
| Hellen Obiri                                            | 2016 Rio de Janeiro | Leichtathletik | 5000 Meter           |
| Vivian Cheruiyot                                        | 2016 Rio de Janeiro | Leichtathletik | 10.000 Meter         |
| Hellen Obiri                                            | 2020 Tokio          | Leichtathletik | 500 Meter            |
| Ferguson Rotich                                         | 2020 Tokio          | Leichtathletik | 800 Meter            |
| Brigid Kosgei                                           | 2020 Tokio          | Leichtathletik | Marathon             |
| Timothy Cheruiyot                                       | 2020 Tokio          | Leichtathletik | 1500 Meter           |
| Faith Kipyegon                                          | 2024 Paris          | Leichtathletik | 5000 m Frauen        |
| Ronald Kwemoi                                           | 2024 Paris          | Leichtathletik | 5000 m Männer        |

### Bronzemedaillen
| Name                  | Spiele              | Sportart       | Disziplin               |
| --------------------- | ------------------- | -------------- | ----------------------- |
| Wilson Kiprugut       | 1964 Tokio          | Leichtathletik | 800 Meter               |
| Naftali Temu          | 1968 Mexiko-Stadt   | Leichtathletik | 5000 Meter              |
| Philip Waruinge       | 1968 Mexiko-Stadt   | Boxen          | Federgewicht            |
| Julius Sang           | 1972 München        | Leichtathletik | 400 Meter               |
| Mike Boit             | 1972 München        | Leichtathletik | 800 Meter               |
| Samuel Mbugua         | 1972 München        | Boxen          | Leichtgewicht           |
| Richard Murunga       | 1972 München        | Boxen          | Weltergewicht           |
| Michael Musyoki       | 1984 Los Angeles    | Leichtathletik | 10.000 Meter            |
| Ibrahim Bilali        | 1984 Los Angeles    | Boxen          | Fliegengewicht          |
| Christopher Sande     | 1988 Seoul          | Boxen          | Mittelgewicht           |
| Kipkemboi Kimeli      | 1988 Seoul          | Leichtathletik | 10.000 Meter            |
| Samson Kitur          | 1992 Barcelona      | Leichtathletik | 400 Meter               |
| William Mutwol        | 1992 Barcelona      | Leichtathletik | 3000 Meter Hindernis    |
| Frederick Onyancha    | 1996 Atlanta        | Leichtathletik | 800 Meter               |
| Stephen Kipkorir      | 1996 Atlanta        | Leichtathletik | 1500 Meter              |
| Erick Wainaina        | 1996 Atlanta        | Leichtathletik | Marathon                |
| Bernard Lagat         | 2000 Sydney         | Leichtathletik | 1500 Meter              |
| Joyce Chepchumba      | 2000 Sydney         | Leichtathletik | Marathon                |
| Paul Kipsiele Koech   | 2004 Athen          | Leichtathletik | 3000 Meter Hindernis    |
| Eliud Kipchoge        | 2004 Athen          | Leichtathletik | 5000 Meter              |
| Alfred Yego           | 2008 Peking         | Leichtathletik | 800 Meter               |
| Richard Mateelong     | 2008 Peking         | Leichtathletik | 3000 Meter Hindernis    |
| Edwin Soi             | 2008 Peking         | Leichtathletik | 5000 Meter              |
| Micah Kogo            | 2008 Peking         | Leichtathletik | 10.000 Meter            |
| Timothy Kitum         | 2012 London         | Leichtathletik | 800 Meter               |
| Abel Mutai            | 2012 London         | Leichtathletik | 3000 Meter Hindernis    |
| Thomas Longosiwa      | 2012 London         | Leichtathletik | 5000 Meter              |
| Wilson Kipsang        | 2012 London         | Leichtathletik | Marathon                |
| Vivian Cheruiyot      | 2012 London         | Leichtathletik | 10.000 Meter            |
| Milcah Chemos Cheywa  | 2012 London         | Leichtathletik | 3000 Meter Hindernis    |
| Margaret Wambui       | 2016 Rio de Janeiro | Leichtathletik | 800 Meter               |
| Benjamin Kigen        | 2020 Tokio          | Leichtathletik | 3000 Meter Hindernis    |
| Hyvin Kiyeng Jepkemoi | 2020 Tokio          | Leichtathletik | 3000 Meter Hindernis    |
| Mary Moraa            | 2024 Paris          | Leichtathletik | 800 m Frauen            |
| Faith Cherotich       | 2024 Paris          | Leichtathletik | 3000 m Hindernis Frauen |
| Hellen Obiri          | 2024 Paris          | Leichtathletik | Marathon Frauen         |
| Benson Kipruto        | 2024 Paris          | Leichtathletik | Marathon Männer         |
| Abraham Kibiwot       | 2024 Paris          | Leichtathletik | 3000 m Hindernis Männer |

## Medaillen nach Sportart
| Sportart       | Gold | Silber | Bronze | Gesamt |
| Leichtathletik | 38   | 43     | 33     | 114    |
| Boxen          | 1    | 1      | 5      | 7      |
| Gesamt         | 39   | 44     | 38     | 121    |